# Église Saint-Martin d'Aubigny-les-Pothées
Pour les articles homonymes, voir Église Saint-Martin.
L'église Saint-Martin est située à Aubigny-les-Pothées dans les Ardennes, en France.

## Localisation
L'église est située au cœur du village.

## Historique
La construction de l'église date de 1851. En 1914, l'église a fait office quelque temps d'hôpital militaire.
L'édifice est inscrit au titre des monuments historiques par arrêté du 9 octobre 2019.

## Description
Elle est dotée d'un clocher hors œuvre dont la base fait office de porche d'entrée. Le chœur est pavé de marbre. Les parties intérieures sont revêtus de peintures polychromes.